# Gevingey
Gevingey – miejscowość i gmina we Francji, w regionie Burgundia-Franche-Comté, w departamencie Jura.
Według danych na rok 1990 gminę zamieszkiwały 384 osoby, a gęstość zaludnienia wynosiła 65 osób/km² (wśród 1786 gmin Franche-Comté, Gevingey plasuje się na 388. miejscu pod względem liczby ludności, natomiast pod względem powierzchni na miejscu 732.).